# Marcegaglia
 (décembre 2024).
Si vous disposez d'ouvrages ou d'articles de référence ou si vous connaissez des sites web de qualité traitant du thème abordé ici, merci de compléter l'article en donnant les références utiles à sa vérifiabilité et en les liant à la section « Notes et références ».
 (décembre 2024).
Il peut être nécessaire de l'améliorer pour respecter le principe de neutralité de point de vue. Veuillez consulter la page de discussion pour plus de détails.

Marcegaglia HQ

Marcegaglia est un groupe industriel italien actif sur le marché de l'acier européen et mondial, basé à Gazoldo degli Ippoliti, dans la province de Mantoue, dans la région Lombardie. 
L'entreprise a diversifié ses activités dans le tourisme (villages de loisirs) et l’immobilier. Depuis octobre 2007, elle détient une participation dans la société immobilière Gabetti Property Solutions qui s'élève en 2013 à 38,449% dont 35,463% directement et 2,986% à travers la holding financière familiale Marfin Srl.

## Historique

### Origines et développement en Italie et dans le reste du monde
L’histoire du groupe Marcegaglia débute en 1959 quand Steno Marcegaglia, qui n’a pas encore trente ans, rachète avec son associé une entreprise artisanale de production de tubes d’irrigation et de rails métalliques pour volets coulissants par l’intermédiaire de Marcegaglia-Caraffini à Gazoldo degli Ippoliti.
Quatre ans après, à Contino (Volta Mantovana), il crée la société Ipas, qui compte une dizaine d’employés et se consacre à la fabrication de profilés ronds et plats. L’usine de Gazoldo degli Ippoliti, où 30 employés se consacrent déjà à la production de profilés ouverts, lance alors la production des premiers tubes fabriqués à partir de feuillards laminés à froid.
À partir de 1963, les activités de production de ces petites entreprises sont étendues et amplifiées par le biais d’investissements constants. En 1969, un nouveau laminoir est acheté pour la production de feuillards laminés à froid.
En 1974, l’usine de Gazoldo degli Ippoliti s’équipe de 250 000 m2 de nouveaux hangars. La société diversifie sa gamme de production et la complète de tubes produits à partir de feuillards laminés à chaud.
En 1978, après avoir racheté Laminatoi Meridionali (Arzano - Naples), le groupe Marcegaglia donne un nouvel élan à son activité industrielle grâce à un programme de rachat de sociétés de production en difficulté, qui sont restructurées et rendues compétitives au sein de leur secteur.
En 1982, alors que les effectifs atteignent désormais les 640 employés, le plus important site du groupe est créé à Casalmaggiore et équipé d’un matériel d’avant-garde réalisé par la société "Oto Mills" de Boretto (Reggio Emilia). Cette entreprise, achetée en partenariat avec d’autres associés en 1979, jouera un rôle déterminant en matière d’innovation technique de tous les sites de production du Groupe Marcegaglia.
En 1983, de nouvelles sociétés entrent dans le groupe : Lombarda Tubi (Lomagna - Lecco), Saom (Boltiere - Bergamo) et Trisider (Tezze - Vicenza).
Le chiffre d’affaires global du “made in Marcegaglia” s’élève en 1983 à l’équivalent de 175 millions d’euros et le groupe compte 860 employés. Le groupe d’entreprises continue à être dirigé directement par Steno Marcegaglia, avec l’aide de son épouse, Palmira Bazzani, puis avec ses enfants Antonio et Emma.
En 1984, un plan de restructuration interne modifie la physionomie du groupe. La nouvelle société Marcegaglia Spa englobe, par fusion, les sociétés Metallurgica Marcegaglia, Ipas et Tubi Acciaio. Lombarda Tubi absorbe Saom, tandis que Trisider et Oto Mills conservent leur autonomie dans le secteur de la distribution et de l’ingénierie.
En 1985, le groupe Marcegaglia poursuit le développement de ses activités industrielles avec le rachat de trois grandes sociétés du groupe Maraldi : Maraldi (Ravenne), Forlisider (Forlimpopoli - Forlì) et Salpa (Cervignano del Friuli - Udine), spécialisées dans la production de tubes pour canalisations d’eau, gaz et méthane, qui seront ensuite reconverties et transformées dans les nouveaux sites Marcegaglia de Forlì, Cervignano et Ravenna.
En 1985, après avoir racheté Cct de Santo Stefano Ticino (Milano), le groupe rachète Profilnastro de Dusino San Michele (Asti), une société placée sous administration contrôlée spécialisée dans la production de tubes laminés à chaud.
La gestion des sociétés issues de la reconversion, le contrôle des participations du groupe dans des sociétés industrielles non métallurgiques et la gestion d'un portefeuille d'actions et d'obligations considérable imposent en 1987 la constitution d'une nouvelle société, Fingem Spa, qui devient l'un des principaux acteurs financiers du marché italien et européen.
En 1987, après un diplôme d’économie d’entreprise obtenu à l’Université Luigi Bocconi de Milan, Antonio Marcegaglia fait son entrée dans l’entreprise familiale.
En 1988, l'Ile d'Albarella, un complexe touristique qui est aujourd’hui l’un des plus grands centres de vacances, de santé et de détente sur la Mer Adriatique est racheté au Crédit suisse.
Grâce à la contribution fournie par Antonio Marcegaglia, le groupe intensifie sa diversification. Après la constitution de Bioindustrie Mantovane en 1988, avec le rachat des sociétés Oskar (Osteria Grande - Bologna), Nuova Omec, Ennepi (Lugo di Romagna - Ravenna), Imat (Fontanafredda - Pordenone) ainsi que, en 1989, de CCT (Gallarate – Varese) et Elet.Ca (Capalle - Firenze), et avec la constitution en 1989 de Marcegaglia Impianti di Saronno (VA). La même année, le groupe acquiert des participations dans les sociétés Fergallo (Motteggiana - MN), SIM (Sant'Atto - TE) et Elletre (Montebello Vicentino - VI). En 1991, le groupe rachète Resco Tubi (Cusago - Milano) et OMF (Fiume Veneto - PN). En 1994, le groupe rachète Brollo Profilati (Desio - Milan) qui sera ensuite transférée dans la zone “ex-Breda”, aux portes de Milan, sur une surface totale de 80 000 m2 achetée en 1996. En 1995, il acquiert "ETA - Euro Tubi Acciaio" de Milan, avant de prendre une participation dans Allu's (Sesto al Reghena - PN).
Cette nouvelle constellation entrepreneuriale et productive permet au groupe d’être présent aussi dans les secteurs des articles ménagers métalliques, de la peinture électrostatique des métaux et des composants métalliques pour l’industrie. Son secteur métallurgique, de son côté, est consolidé par la production de tubes en acier inox de faible épaisseur et de laminés à froid.
En 1996, l’Euro Energy Group est créé pour la réalisation d’installations destinées à la production d’énergie à partir de sources renouvelables. En janvier 1997, Nuova Forsidera Spa, spécialisée dans le laminage et la transformation de l’acier à froid et galvanisé, est également rachetée avec ses sites de Corsico (Milano) et d’Albignasego (Padoue).
Grâce à la constitution de Green Power sur l’initiative d’Antonio Marcegaglia, le secteur énergétique du groupe s’étend en 1997 en vue du développement de stratégies et de systèmes de génération d’énergie à travers la gazéification de déchets et de biomasse. 1998 voit la création de Boiler Expertise, qui s’occupe de la conception et à la réalisation de chaudières industrielles et de puissance.
La même année : - rachat d’Astra di Mezzolara (Budrio - Bologne) ; - rachat, sous le nom de Marcegaglia San Giorgio di Nogaro (Udine), du site ex-Siderplating, qui produit des tôles à partir d’un train de laminage.
Le programme de développement d’entreprise d’Antonio Marcegaglia se poursuit en 1999 avec le rachat de Morteo Nord (Pozzolo Formigaro - Alessandria) et de Ponteggi Dalmine (Milan), de Graffignana (Lodi) et de Potenza.
En 2001, c’est le tour du tourisme et du centre de vacances de Pugnochiuso, sur le promontoire du Gargano, dans la région des Pouilles.
En décembre 2001, faisant suite à un investissement de plus de 500 millions d’euros, le nouveau grand site de Ravenne est inauguré : c’est le second pôle métallo-sidérurgique italien. En 2002, le deuxième site de production d’Italie du sud, après celui de Potenza, entre en service à Tarente, sur l’emplacement de l’ex société Belleli.
En 2003, le secteur des produits pour l’industrie de l’électroménager connaît une nouvelle expansion avec le rachat de BVB (San Lorenzo in Campo - Pesaro). En 2004, le groupe fait un nouveau pas en avant dans le développement de ses activités touristiques en rachetant 49 % de "Sviluppo Italia Turismo" aux côtés de la Banca Intesa et du groupe IFIL.
En 2007, Antonio Marcegaglia entre au capital de "Gabetti Property Solutions" et agrandit son usine de Ravenne avec un nouvel investissement de 300 millions d’euros. Il renforce sa présence dans le secteur énergétique par le biais de la société contrôlée Arendi, qui se consacre à la production de panneaux photovoltaïques. Il accroît également son activité dans le tourisme avec le rachat de la gestion de Forte Village à Santa Margherita di Pula, en Sardaigne, le plus grand complexe hôtelier européen. S’y ajoute, quelque temps après, le village “Le Tonnare” de Stintino, dans la province de Sassari. En 2007, Antonio Marcegaglia décide également d’agrandir l’usine de Boltiere (BG). En 2008, il fait l’achat de la structure touristique Castel Monastero, à Castelnuovo Berardenga (Sienne) et du complexe immobilier "Ex Arsenale" à La Maddalena (Sassari).

### L'internationalisation du groupe
En 1989, Antonio Marcegaglia engage une politique d’internationalisation du groupe Marcegaglia, qui a pour objectif de renforcer sa présence directe sur les marchés internationaux.
1989 est l’année de la création de "Marcegaglia Deutschland" à Düsseldorf pour la distribution des produits sur le marché allemand et les pays du Nord de l’Europe. En Grande Bretagne la société "United Stainless" voit le jour à côté de Londres, suivie de "Marcegaglia U.K." pour la production de tubes soudés à partir de feuillards laminés à chaud puis, en 1997, de Marcegaglia UK à Dudley, West Midlands.
En 1991, Antonio Marcegaglia lance son projet de pénétration du groupe sur les marchés d’outre-Atlantique. Dans la seconde moitié de l’année, il achète la société "New Bishop Tube" de Philadelphie et, en février 1992, Damascus à Greenville, toujours aux États-Unis. Ces deux grandes unités de production aboutiront par la suite à la société "Damascus-Bishop Tube Company", spécialisée dans la production d’acier inox.
En 1993, Antonio Marcegaglia rachète le groupe belge "Cotubel", qui se consacre à la commercialisation de tubes et de produits en inox en France et au Benelux, et crée la trading company "Central Bright Steel", qui démarre son activité de production de tubes soudés en 1997 dans la région de Birmingham, au Royaume-Uni.
L’été 1998, une vaste zone industrielle est achetée à Munhall, près de Pittsburgh, pour accueillir la nouvelle société "Marcegaglia USA" qui absorbera également Damascus-Bishop Tube Company.
Durant la même période, deux autres sociétés – filiales des sociétés mères italiennes - sont créées aux États-Unis : "Oskar USA" à Birmingham (Alabama) et "Oto Mills USA" à Wheaton (Illinois).
Les efforts déployés par Antonio Marcegaglia se traduisent en 1999 par la constitution de "Marcegaglia Iberica", "Marcegaglia Ireland", "Marcegaglia France", "Marcegaglia Austria" et "Marcegaglia do Brasil", laquelle triplera son chiffre d’affaires dès 2005, tout en voyant son usine s’agrandir et ses effectifs atteindre le nombre de 1.000 salariés. À Brème, une coentreprise avec le groupe Arbed aboutit à la création de la première société Marcegaglia pour la production d’acier de qualité.
En 2000, le groupe rachète "Earcanal di Leioa", en Espagne. En 2004, après la coentreprise avec Arbed, le groupe Marcegaglia signe avec le groupe Corus un accord pour la cogestion durant dix ans des installations de son aciérie britannique de Teesside, s’assurant ainsi la fourniture à prix coûtant d’un million de tonnes annuelles de brames pour la production de bobines et de tôles. La même année, "Oto Mills do Brasil" est créée à Sao Paulo.
En 2005, Marcegaglia do Brasil est agrandie et au mois de juin, Antonio Marcegaglia inaugure à Praszka (Pologne) le quatrième site de production étranger du groupe pour la fabrication de tubes réfrigérants, panneaux isolés et tôles ondulées. Un an plus tard, c’est le site de Kluczbork qui est inauguré à 20 km de là; il se consacre à la production de tubes et de profilés. 
En 2007, au Qatar, Marcegaglia fonde "Marcegaglia Gulf", à Doha. L’expansion de son activité industrielle se poursuit en 2008 avec l’arrivée de la société en Chine, à Yangzhou, 270 km au nord-ouest de Shanghai , et la réalisation de son premier site asiatique pour la production de tubes d’acier inoxydable et au carbone haute précision, la constitution de Marcegaglia Roumanie à Cluj et le démarrage des travaux de la nouvelle usine de production de Vladimir, en Russie.
Le 31 mai 2024, Marcegaglia est officiellement déclaré repreneur du site d'Ascometal de Fos-sur-Mer, vendu par Swiss Steel. Le groupe s'engage à investir 800 millions d'euros, dont 200 pour le besoin en fonds de roulement. Il envisage de transformer le site, par l'investissement dans une coulée continue de brames (le site n'ayant jamais eu la possibilité d'investir dans cette technologie) et un laminoir à chaud. La production de fil, capable d'atteindre 200 000 t/an, est conservée. La capacité de production du site atteindra ainsi entre 1,6  et   2 millions de tonnes d'acier et couvrira environ 30 % des besoins en aciers du groupe,. Par un décret du 25 octobre 2024, le projet d'usine de production d'aciers spéciaux et de produits plats de Fos-sur-Mer est qualifié de projet d'intérêt national majeur.

### Investissements et technologie
Le groupe Marcegaglia a consacré d’importantes ressources à la recherche appliquée par le biais de la société contrôlée "Oto Mills", société d’ingénierie spécifiquement créée à cet effet, et de "Marcegaglia Impianti", division d’ingénierie spécialisée dans la construction d’usines métallo-sidérurgiques “clés en main" pour lesquelles le groupe ne fournit pas seulement les machines nécessaires à la production mais également toute l’expérience technologique acquise dans les usines du groupe. Il exporte aujourd’hui son savoir-faire dans les pays de l’Est, l’Extrême Orient et dans les pays émergents.
La modernisation technologique des sociétés de production du groupe Marcegaglia a compris, par exemple, un système de décapage pour l’acier inox et le projet sur cinq ans “Ravenna 2000”, qui a fait de l’usine de Ravenne le second pôle sidérurgique italien avec plus de 4 millions de tonnes de produits semi-ouvrés par an grâce à ses nouvelles installations de galvanisation à chaud, de peinture, laminage à froid, décapage ainsi qu'à un centre d’assistance complet et moderne.
Après la réalisation du pôle métallo-sidérurgique de Ravenne, inauguré en décembre 2001, et d’autres projets moins importants déjà opérationnels, le groupe Marcegaglia transforme aujourd’hui environ 5,0 millions de tonnes d’acier de produits finis chaque année.

### Le personnel du groupe
L’âge moyen des salariés du groupe, aujourd’hui au nombre de 7.000 répartis dans plus de 50 unités de production, sans oublier les divisions administratives et commerciales, est de 30 ans.
L’entreprise n’a jamais procédé à aucune réduction de personnel ni licenciements économiques mais a augmenté son personnel durant toutes ses années d’activité.

### Le groupe Marcegaglia aujourd’hui
En 2024, le groupe compte 36 sites de production répartis sur 4 continents, 7 500 employés et plus de 15 000 clients.Le groupe est entièrement contrôlé par la famille Marcegaglia. Il dégage un chiffre d’affaires de 4,9 milliards d’euros et enregistre un taux de croissance moyen de 14 % l'an depuis 10 ans.

### Activités métallo-sidérurgiques
Le groupe Marcegaglia est leader en Europe et figure parmi les premiers du monde dans le secteur de la transformation de l’acier, qu’il produit également en interne. Dans ses 50 sites de production en Italie et à l’étranger (Europe, États-Unis, Amérique du Sud et Asie), tous équipés d’installations à l’avant-garde de la technologie, il traite chaque année environ 5,0 millions de tonnes d’acier et produit chaque jour presque 5.500 km de tubes soudés, profilés, produits tréfilés, panneaux, feuillards et tôles d’acier inoxydable, au carbone et en aluminium, de toutes dimensions et épaisseurs, qui sont utilisés dans la fabrication d'automobiles, appareils ménagers, échangeurs de chaleur, meubles et rayonnages ainsi que dans le secteur de la construction et des grandes infrastructures, la charpente industrielle, l’industrie du papier, l’industrie alimentaire, etc.

### Diversification des activités
Le groupe Marcegaglia possède également plusieurs sociétés contrôlées dans une vaste gamme de secteurs industriels et autres comme l’ingénierie, avec la conception et la construction d’installations et d’usines métallurgiques et de systèmes électroniques de contrôle ; le secteur énergétique, avec la conception et la construction de centrales pour la production d’énergie électrique à partir de biomasse; l’écologie, avec la fourniture de services aux entreprises et aux particuliers pour la sécurité et l’environnement ; les produits métalliques, avec la fabrication de balais, brosses et pelles à usage domestique, et la production de serpentins et de condensateurs pour l'industrie électrodomestique ; l'agriculture et la zootechnie, avec la gestion d'exploitations agricoles et l'élevage ; le tourisme et l’immobilier, avec la gestion de complexes touristiques, hôteliers et immobiliers (Forte Village, Pugnochiuso, Albarella et Stintino).

### Divisions de production et divisions commerciales
Les activités métallo-sidérurgiques et diversifiées du groupe Marcegaglia sont organisées en sept divisions productives et commerciales et comprennent plus de 210 représentations en Italie et à l’étranger : Marcegaglia Steel, Marcegaglia Building, Marcegaglia Home Products, Marcegaglia Engineering, Marcegaglia Energy, Marcegaglia Tourism et Marcegaglia Services.

### La famille Marcegaglia
Le groupe Marcegaglia s’est développé, mais il reste une entreprise familiale, en termes d’actionnariat comme de composition du conseil d’administration, où siègent les enfants du fondateur, Antonio et Emma Président et Vice Présidente de la société.

### Procédures judiciaires
En 2008, Marcegaglia Spa a pactisé une sanction de 500.000 euros plus 250.000 euros de confiscation pour un pot-de-vin de 1.158.000 euros payé en 2003 à Lorenzo Marzocchi d’EniPower SpA. La société contrôlée N.e./C.c.t. a négocié quant à elle 500.000 euros de sanction et 5.250.000 euros de confiscation.
Sur signalisation des autorités suisses, des enquêtes sont actuellement en cours pour vérifier l’utilisation et la légalité de différents comptes chiffrés à l’étranger.